# Musée de la statuaire préhistorique en Sardaigne
Le Musée de la statuaire préhistorique en Sardaigne créé en 1969 dans le Palais Aymerich de la commune de Laconi dans l'île italienne de Sardaigne, est un musée qui contient une collection de statues préhistoriques témoignant de la culture nuragique, civilisation des villages, loin des autres cultures méditerranéennes, qui durant mille ans, de 1800 à 800 av. J.-C, a dominé l’île italienne,.

## Contenu des collections exposées
Le musée abrite diverses collections exposées dans le palais qui l'abrite, parmi lesquelles des bronzetti, emblématiques de la statuaire préhistorique en Italie. Quelque cinq cents bronzetti subsistent aujourd’hui, selon Isabelle Catteddu, archéologue à l’Institut national de recherches archéologiques préventives, conservées dans divers lieux, parmi lesquels Musée de la statuaire préhistorique de Laconi. Ces statuettes sont « considérées comme des offrandes » et représentent des personnages humains, mais aussi de nombreux animaux : cerfs, bœufs, chiens, chèvres, brebis, oiseaux, parfois en figure de proue de petites barques pouvant faire fonction de lampe, et parfois aussi avec des dimensions qui peuvent atteindre environ 40 centimètres de hauteur, pour les plus récentes.
Les plus anciennes, selon Isabelle Catteddu, arrivent vers 1200-1100 av. J.-C., lors de crise de la culture nuragique, période qui voit se développer les sanctuaires. Les plus récentes sont datées entre 900 et 700 av. J.-C., découvertes sur le site sarde d’Abini.
- Les menhirs de Laconi. La découverte des statues menhirs de Laconi a débuté en 1969, lorsque la première fut découverte à Genna Arréle, qui « gisait isolée sur le bord à droite de la route de pénétration agraire, au bord d’un terrain en friche » (Enrico Atzeni, 1973). Des localités comme Genna Arréle, Perda Iddocca, Barrili, Palas De Nuraxi, Piscina 'e Sali, Bau Carradore, Nuraxi Orrùbiu, font désormais partie de la littérature archéologique. De la nouvelle exposition muséale font partie 44 menhirs, provenant de différents territoires.
- La chapelle gentilice. La chapelle du Palazzo Aymerich est l’une des rares chapelles gentilazies de style néoclassique en Sardaigne qui n’ont pas été modifiées. Il montre à l’intérieur un plan octogonal : un espace recueilli, scandé par des colonnes cannelées en stuc et peintes, bipartite en hauteur par un cadre marcapiano à ovoles en fort ajustage. Il s'agit d'un espace adapté à sa fonction de lieu de prière et de rites religieux. On conserve en bon état l’autel en bois, orphelin des trois statues appartenant à la famille qui le décoraient.
- Les Vitrines. Les trouvailles conservées dans les vitrines proviennent de certains sites du territoire de la commune de Laconi, à caractère funéraire, notamment de la nécropole de Pranu 'e Arranas du Dolmen de Cour Noa et de la tombe en cercle de Masone et Perdu. Ces élément embrassent une période qui, depuis le premier âge des métaux, atteint les phases archaïques de l’âge du bronze ancien. Entre 2700 et 1800 av. J.-C., les objets exposés comprennent plusieurs arcs temporels et touchent différentes cultures, de culture d'Abealzu-Filigosa, Bonnannaro et Campaniforme.

- Les menhirs du territoire. Les trois statues d’Allai appartiennent à un groupe plus important de statues menhir de Pranu Orisa. Les spécimens d’Allai présentent trois types de forme. À Samugheo, dans la localité de Paule Lutùrru et Cuccuru De Lai, les stèles ont été retrouvées en fragments et en gisement secondaire dans un muret à sec, près des restes d’une tombe de géants nuragiques et du nuraghe monotorhique. En outre, on a retrouvé une centaine de fragments de statues anthropomorphes iconiques et aniconiques provenant de l’ignimbrite locale, réutilisées à l’œuvre dans un muret à sec.
- 'L’étage noble. Le premier niveau du palais est occupé par l’étage noble. Deux salles sont ornées des somptueux papiers peints du XIXe siècle de la manufacture Joseph Dufour, Fête de la Grèce et des Jeux olympiques et Monuments de Paris.

## Bâtiment de conservation
La conservation des statuettes puis leur visite à partir de 1969 a lieu dans le Palais Aymerich, un bâtiment de plus de 5 000 m2, d'abord destiné à la conservation et de transformation des denrées alimentaires provenant des possessions agricoles et des élevages du territoire. Les Aymerich, arrivés en Sardaigne en 1323 à la suite de l’infant Alphonse d’Aragon, pour conquête de l’île, sont une famille qui a joué un rôle de premier plan dans l’histoire locale, moderne et contemporaine, déterminant souvent les vicissitudes qui animèrent ce territoire pendant 500 ans.
Inauguré en 1846 comme résidence rurale des marquis de Laconi, le Palais est un exemple de style néoclassique, fruit du projet du XIXe siècle de Gaetano Cima, architecte de Cagliari qui doit la réalisation du corps noble, de la façade du bâtiment et de la chapelle palatine. Le corps principal du bâtiment est réparti sur 3 étages et se distingue par sa façade principale, en style néoclassique typique, marquée par des fenêtres et des balcons.
À l’intérieur, dans le piano nobile destiné dès les origines à un environnement de représentation, on peut encore voir des papiers peints d’époque, réalisés par l’imprimerie française Maison Dufour.

## Création du Musée
En 1969, le professeur Enrico Atzeni découvre la première statue du menhir.
L’institution muséale, inaugurée en novembre 1996 dans les locaux du Palais Municipal du XIXe siècle, donnait lieu à l’exposition de 40 statues stèles provenant des campagnes de Laconi.

## Le nouveau musée de 2010
Après l’achat du Palais Aymerich par la municipalité de Laconi et sa restauration, le nouveau musée est inauguré en 2010, qui comprend, outre les statues menhirs de Laconi, des statues provenant des territoires de Villa Sant'Antonio, Allai, et Samugheo.

## Organisation des collections exposées
Les collections exposées sont disposées sur trois niveaux et onze salles à l’intérieur du Palais Aymerich.
Au rez-de-chaussée se trouve une première exposition de statues menhir, la reproduction d’une carrière pour la création des statues et la Chapelle Gentilice restaurée de la famille Aymerich.
La visite se poursuit par les cours extérieures de la demeure, puis dans les salles du deuxième étage, où sont exposées les statues menhir restantes du territoire et une collection d’artefacts, partie du trousseau funéraire de certaines sépultures du Néolithique et du premier âge des métaux, dans le même contexte que la découverte des statues menhir.
Au premier étage, appelé étage noble, se trouvent les papiers peints du XIXe siècle, de la manufacture Joseph Dufour. Les salles restantes de ce niveau accueillent des expositions temporaires.